# بایوه
بایوه، روستایی از توابع بخش خاوومیرآباد شهرستان مریوان در استان کردستان ایران است. در نقطه یه صفر مرزی با کردستان عراق. در شروع جنگ ایران و عراق در کوه قوچ سلطان بعد تصرف این کوها به دست عراق و شدت جنگ مردم روستا که حدوداً ۳۰۰نفر جمعیت داشت و حدودهمین مقدار اواره عراقی چن سال در ان اقامت داشتن. همه روستا را تخلیه کردن و بعد از ۲۵سال از اتمام جنگ کم کم اجازه برگشت به رستا داده شد.

## جمعیت
این روستا در دهستان خاوومیرآباد قرار دارد و براساس سرشماری مرکز آمار ایران در سال ۱۳۸۵، جمعیت آن ۱۲۱ نفر (۳۷خانوار) بوده‌است.